# Kerstin Tidelius
Kerstin (Martha) Tidelius, née le 14 octobre 1934 à Stockholm et morte le 15 février 2023, est une actrice suédoise.

## Biographie
De 1954 à 1957, Kerstin Tidelius étudie l'art dramatique à l'école du théâtre municipal de Göteborg, lieu où elle sera très active durant sa carrière. Une des premières pièces qu'elle y joue en 1957 est Comme il vous plaira de William Shakespeare, aux côtés d'Inga Tidblad et Per Oscarsson. La dernière en 1995, dans le rôle-titre, est Mère Courage et ses enfants de Bertolt Brecht.
Entretemps, citons L'Idiote de Marcel Achard (1961), Les Trois Sœurs d'Anton Tchekhov (1966), Hamlet de William Shakespeare (1977), La Vie de Galilée de Bertolt Brecht (1980), ou encore Qui a peur de Virginia Woolf ? d'Edward Albee (1992).
Accaparée par les planches, Kerstin Tidelius apparaît au cinéma dans seulement onze films suédois, disséminés entre 1953 et 2000 (un court métrage). Parmi eux figurent Am-Stram-Gram de Jan Troell (1968, avec Per Oscarsson et Bengt Ekerot), Ådalen '31 de Bo Widerberg (1969, avec Anita Björk) et Fanny et Alexandre d'Ingmar Bergman (1982, avec Ewa Fröling et Jan Malmsjö).
Pour la télévision enfin, de 1966 à 2006, elle contribue  à six séries (dont trente-six épisodes de Hem till byn (en), 1971-2006) et trois téléfilms (dont une adaptation en 1969 de Mademoiselle Julie d'August Strindberg, avec Bibi Andersson dans le rôle-titre).  

## Théâtre (sélection)
(pièces jouées au théâtre municipal de Göteborg, sauf mention contraire)
- 1957 : Knock ou le Triomphe de la médecine (Doktor Knock) de Jules Romains
- 1957 : Comme il vous plaira (Som ni behagar) de William Shakespeare
- 1958 : Pâques (Påsk) d'August Strindberg : Kristina
- 1959 : La Commandante Barbara (Major Barbara) de George Bernard Shaw
- 1959 : Le Marchand de Venise (Köpmannen i Venedig) de William Shakespeare : Nerissa
- 1959 : Ah, Solitude ! (Ljuva ungdomstid) d'Eugene O'Neill : Belle
- 1961 : L'Idiote (Tokan) de Marcel Achard : Marie-Dominique Beaurevers
- 1961 : You Never Can Tell (Man kan aldrig veta) de George Bernard Shaw : Gloria
- 1966 : Les Trois Sœurs (Tre systrar) d'Anton Tchekhov : Macha
- 1967 : Macbeth de William Shakespeare : Lady Macbeth
- 1970 : Le Roi Lear (Kung Lear) de William Shakespeare : Goneril
- 1977 : Hamlet de William Shakespeare : Gertrude
- 1980 : La Vie de Galilée (Jorden rör sig) de Bertolt Brecht : Mme Sarti
- 1992 : Qui a peur de Virginia Woolf ? (Vem är rädd för Virginia Woolf?) d'Edward Albee : Martha
- 1994 : Ropet från livet d'Arthur Schnitzler
- 1994 : Les Filles d'Idla (Idlaflickorna) de Kristina Lugn : Barbro
- 1995 : Mère Courage et ses enfants (Courage och hennes barn) de Bertolt Brecht : rôle-titre
- 2002 : Un mois à la campagne (En månad på landet) d'Ivan Tourgueniev (théâtre municipal de Stockholm (en))

## Filmographie partielle

### Cinéma
- 1967 : Roseanna de Hans Abramson
- 1968 : Am-Stram-Gram (Ole dole doff) de Jan Troell : Gunvor Mårtensson
- 1969 : Ådalen '31 de Bo Widerberg : Karin Andersson
- 1982 : Fanny et Alexandre (Fanny och Alexander) d'Ingmar Bergman : Henrietta Vergerus

### Télévision
- 1969 : Mademoiselle Julie (Fröken Julie), téléfilm de Keve Hjelm : Kristin
- 1971-2006 : Hem till byn, série, saisons 1 à 8, 36 épisodes : Ingrid Löfgren